# Girolamo Luigi Calvi
Girolamo Luigi Calvi (Milano, 26 gennaio 1791 – Milano, 28 marzo 1872) è stato uno storico dell'arte, pittore, scrittore e traduttore italiano.

## Biografia
Fu tra i collaboratori di Carlo Cattaneo alla rivista il Politecnico, una delle massime espressioni di giornalismo tecnico del XIX secolo. Tradusse l'Eneide di Virgilio e opere di scrittori inglesi.

## Opere principali
- Marianne. Tragedia di Girolamo Calvi, Milano, Società Tipografica de' Classici Italiani, 1826
- James Thompson - Inno - versione italiana di Girolamo Calvi, Milano, Cristoforo Rivolta, 1839
- Della norma che per dipingere le ombre deve dedursi dalle osservazioni fisiche più o meno recenti ed ora qui anche maggiormente estese, Milano, Luigi di Giacomo Pirola, 1842
- Publio Virgilio Marone: Eneide - tradotta da Girolamo L. Calvi, Milano, Tipografia Ronchetti e Ferrari, 1846
- Intorno alla vita ed alle opere di Giovanni di Balduccio da Pisa scultore che fiorì in Milano intorno alla metà del secolo XIV: notizie storiche lette da Girolamo Calvi in una seduta dell'Accademia fisio-medico-statistica di Milano, Milano, Stabilimento tipografico del dott. Pietro Boniotti, 1857
- Vincenzo Foppa: pittore architetto
- Architetti, scultori e pittori che fiorirono in Milano durante il governo dei Visconti e degli Sforza in 3 volumi - Vol. 1.: Milano, Tip. Ronchetti, 1859; Vol. 2.: Milano, Tip. P. Agnelli, 1865; Vol. 3.: Milano, Tip. F.lli Borroni, 1869. Ristampa anastatica in 3 volumi - Sala Bolognese, A. Forni, 1975 e Milano, Rara, 1993
- La fondazione del tempio della Certosa presso Pavia, ovvero Appendice alle notizie di Bernardo da Venezia fra quelle de' principali architetti...: memoria letta nel giorno 27 febbrajo 1862 nell'Ateneo di Milano, Milano, Borroni, 1868